# Alaptus globosicornis
Alaptus globosicornis är en stekelart som beskrevs av Girault 1908. Alaptus globosicornis ingår i släktet Alaptus och familjen dvärgsteklar. Inga underarter finns listade i Catalogue of Life.